# کلاوس برگرین
کلاوس برگرین (دانمارکی: Klaus Berggreen؛ زادهٔ ۳ فوریهٔ ۱۹۵۸) بازیکن فوتبال اهل دانمارک بود.
از باشگاه‌هایی که در آن بازی کرده‌است می‌توان به باشگاه فوتبال تورینو، باشگاه فوتبال پیزا، و باشگاه فوتبال آ.اس. رم اشاره کرد.
وی همچنین در تیم‌های ملی فوتبال زیر ۲۱ سال دانمارک و دانمارک بازی کرده‌است.